# The Good, the Bad & the 4 Skins
The Good, The Bad & The 4-Skins è il primo album in studio del gruppo punk rock inglese The 4-Skins, pubblicato nel 1982.

## Tracce
1. Plastic Gangsters
2. Jealousy
3. Yesterday's Heroes
4. Justice
5. Jack the Lad
6. Remembrance Day
7. Manifesto
8. Wonderful World (live)
9. 1984 (live)
10. Sorry (live)
11. Evil (live)
12. I Don't Wanna Die (live)
13. A.C.A.B. (live)
14. Chaos (live)
15. One Law For Them

Tracce bonus versione CD (2007)
1. Low Life
2. Bread or Blood
3. Get Out of My Life
4. Seems to Me
5. Norman